# Лангшан
Лангшан (кроад-лангшан) — мясо-яичная порода домашних кур.

## Описание
Это крупная птица. У нее широкий и высокий хвост, глубокая и длинная грудь, которая сильно выделяется спереди. Спина широкая. Окрас черный, переливающийся зеленым. На оперении иногда появляются белые пятна, реже, чем у кохинхин. Белые Лангшаны были выведены позже. Лапки слегка оперены на внешней стороне, а также на внешнем пальце ноги — особенность, характерная для маранов. Ноги серо-жёлтого окраса, через год они немного светлеют. Кожа под перьями и между пальцами розоватая. Петух массой до 3,5-5 кг (обычно 3-4,25 кг), куры не менее 2,5-3,5 кг. Ежегодно они откладывают 160 темно-коричневых яиц весом 58-64 грамма.
Она была признана одной из 108 пород кур Британского стандарта птицеводства.

## Происхождение
Croad Langshan, первоначально называвшийся просто Langshan, возник в Китае. Ее название, которое в переводе с китайского означает «волчья гора», указывает на ее точное происхождение: эта гора находится недалеко от Наньтуна, на левом берегу устья реки Янцзы Кианг. Лангшанов разводят много лет, в ходе селекции порода становилась всё более продуктивной.
Первые в Европе лангшаны были официально импортированы в Великобританию в 1872 году командиром Ф. Т. Кроудом, хотя вполне вероятно, что экземпляры породы ранее завозились под тем же названием. Название Croad позже было добавлено к этой конкретной оригинальной категории Langshan в честь племянницы командира, A. C. Croad, в ее усилиях по селекции по улучшении продуктивности породы. После этого возник спор между заводчиками кохинхинов и лангшанов, пока ланшан не был признан самостоятельной породой. В 1904 году был создан Клуб породы Лангшан. Впервые куры были показаны на выставке в 1872 году в Хрустальном дворце, а в 1898 году экспортированы в Соединенные Штаты Америки.
Порода к концу войны 1939-45 годов практически исчезла, затем популяция была частично восстановлена Обществом редких птиц (Общество (сохранения) редких видов) до переформирования Клуба породы лангшан в 1979 году. Она внесена в список Rare Breeds Survival Trust как «критически важная для выживания» — чистокровные куры встречаются редко .
Лангшаны были выведены из нескольких других пород: куры маран, орпингтон, эстер, барневельдер, джерсейский гигант (выведен в Нью-Джерси в США), черный кохинхин.